# Bedizzole
Bedizzole (Bedesöle in dialetto bresciano) è un comune italiano di 12 208 abitanti della provincia di Brescia in Lombardia.

## Geografia fisica
Il comune di Bedizzole si estende per 26,4 km², ad un'altitudine media di 171 m s.l.m. e dista circa 17 chilometri ad est dal capoluogo (Brescia) e 8 chilometri dal lago di Garda.

### Territorio
Il paese di Bedizzole è situato a est di Brescia, in Valtenesi, tra la fascia alta della pianura padana e i rilievi occidentali dei colli morenici del basso Benaco. Il territorio del comune è attraversato dal fiume Chiese. Monumento di rilievo è il castello, eretto tra il IX e il X secolo, in un luogo che permetteva di controllare la pianura circostante e che oggi costituisce un interessante nucleo abitativo, con accesso principale da Piazza 25 Aprile.

### Clima
Il clima a Bedizzole è mite e moderato, con piovosità significativa durante tutto l'anno.
La temperatura media annuale è di 13 °C, essendo luglio il mese con temperature più alte (27,4 °C) e gennaio il mese con temperature più basse (0 °C).
La piovosità media annuale è di 1045 mm. In particolare le piogge sono più scarse nel mese di gennaio (53 mm) e più abbondanti nel mese di novembre (120 mm).
| [ 5 ]               | Mesi | Mesi | Mesi | Mesi | Mesi | Mesi | Mesi | Mesi | Mesi | Mesi | Mesi | Mesi | Stagioni | Stagioni | Stagioni | Stagioni | Anno  |
| [ 5 ]               | Gen  | Feb  | Mar  | Apr  | Mag  | Giu  | Lug  | Ago  | Set  | Ott  | Nov  | Dic  | Inv      | Pri      | Est      | Aut      | Anno  |
| ------------------- | ---- | ---- | ---- | ---- | ---- | ---- | ---- | ---- | ---- | ---- | ---- | ---- | -------- | -------- | -------- | -------- | ----- |
| T. max. media (°C)  | 6,5  | 8,2  | 12,8 | 16,6 | 20,9 | 25,4 | 27,4 | 27,0 | 22,1 | 17,1 | 11,4 | 7,1  | 7,3      | 16,8     | 26,6     | 16,9     | 16,9  |
| T. min. media (°C)  | 0    | 0,3  | 2,8  | 6,5  | 11,0 | 15,9 | 18,7 | 18,9 | 15,3 | 11,1 | 6,1  | 1,6  | 0,6      | 6,8      | 17,8     | 10,8     | 9,0   |
| Precipitazioni (mm) | 53   | 58   | 66   | 94   | 100  | 94   | 83   | 90   | 107  | 113  | 120  | 67   | 178      | 260      | 267      | 340      | 1 045 |

## Origini del nome
Sono molte le ipotesi etimologiche del nome di Bedizzole.
Nei documenti storici fino al secolo XV, il nome è scritto con la -u- : Budiciola, Budhizolis (XI secolo), Buhtazolis, Butheziolis, Buthezole, Buthezolo, Budiciolis (XII secolo), Butizolis, Buthezolis, Buthizollis, Butizollis, Buthizolis (XIII secolo), Buthizolis (XIV secolo), Butizolis (XV secolo). In seguito, la -u- si trasformò in -i- come in Bidizolis (1507-1520), Bidizolarum (1517), Bidizzolis, Bidizolas (1556), Bidicciolo (1693), per passare lentamente alla forma con la -e-, dell'odierna Bedizzole..
Questi sono gli etimi proposti da diversi studiosi:
- secondo Dante Oliveri, dal toponimo Butisolis, un'antica famiglia dominante in quei luoghi, ma in un'altra ipotesi propone altre derivazioni dal latino beta, "barbabietola", o da un personale Bido.[9],
- dalle prime affermazioni dello studioso Paolo Guerrini, deriverebbe da imbutisolis, perché dall'alto ai monaci di Serle il territorio appariva come una serie di imbuti, ma successivamente ripensò l'ipotesi, suggerendo che invece derivasse da abetisolis ovvero da alcuni abeti che circondavano la pieve di Pontenove. Per questo sarebbe stata chiamata plebs de abetisolis ovvero pieve dei piccoli abeti[10];
- secondo Armando Gnaga, deriverebbe dalla tradizione popolare dell'origine da belle zolle o, poiché il paese è in collina, da bei colli[11];
- Andrea Lorenzoni, in uno studio sull'Itinerario Burdigalense, accostò l'etimologia del nome di Bedizzole a una voce celto-ligure bedos che significa “canale, fosso”[12].

Emilio Spada riporta che in un documento del 1365 si trova ancora nominata una località chiamata ad Paludem.

## Storia

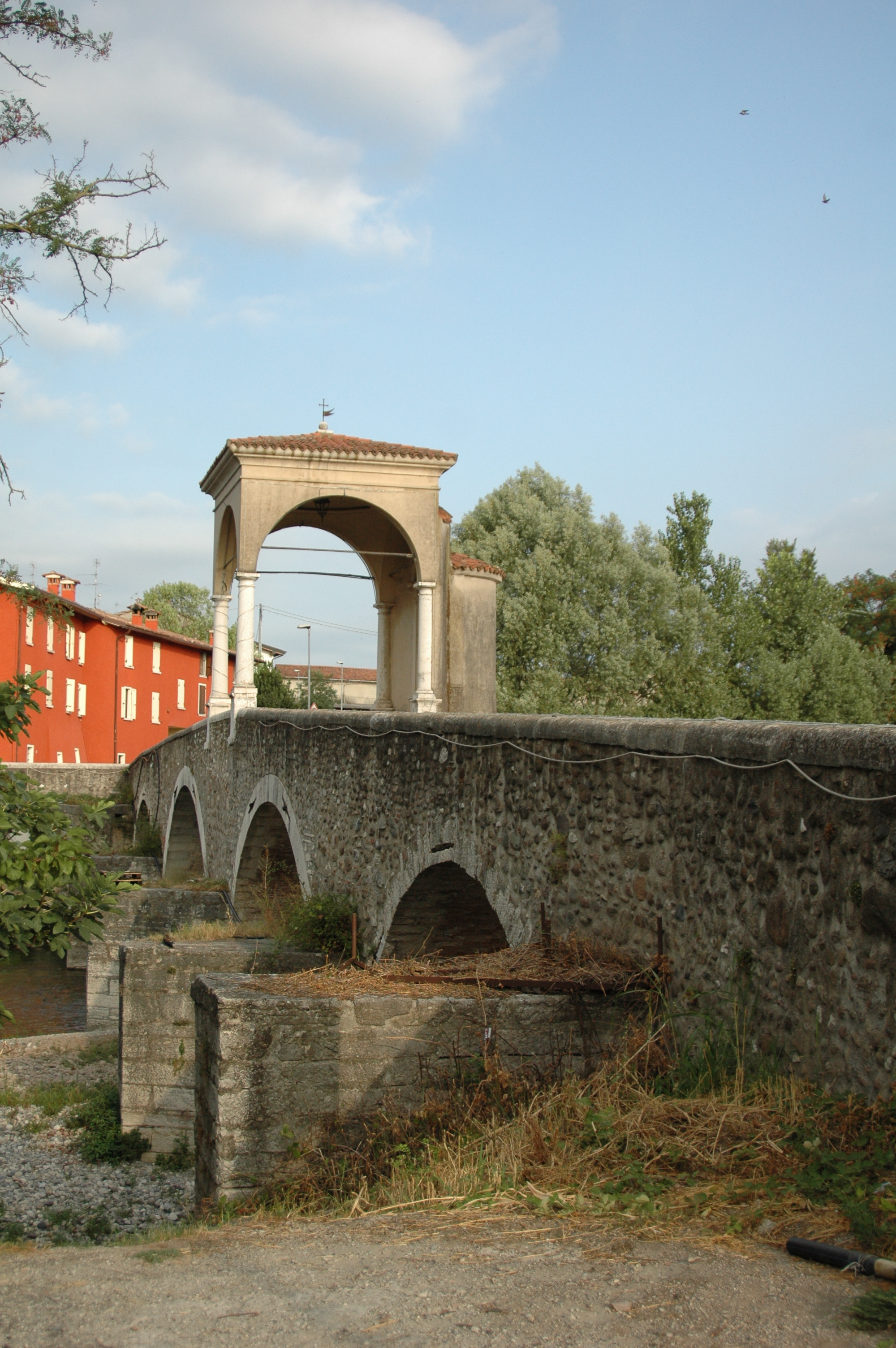
L'antico ponte in località Pontenove

Nel IV secolo a.C. tribù provenienti dalla Gallia, appartenenti al ceppo dei Cenomani, si stanziarono sul territorio.
La romanità di Bedizzole antica è attestata dai molti reperti archeologici rinvenuti. Le dodici iscrizioni di quell'era, tutte documentate, testimoniano l'esistenza sul suo territorio di famiglie patrizie appartenenti alla gens Vibia, gens Cornelia e gens Elia. Cippi votivi a Giove e a Minerva, evidenziano il culto di quelle divinità.
In un'incisione trovata infissa nel muro del vecchio cimitero, ora al Museo Romano di Brescia, Aurelio Giustino, "cives petovioniensis", dedica una lapide funeraria al fratello Giulio Festo, pretoriano morto in guerra.
Secondo Spada (1979) il ritrovamento nella parte meridionale del paese di quattro cippi miliari sul percorso della Via Gallica, che collegava Brescia a Verona, sottolineerebbe l'importanza viaria di quel tratto di territorio su cui potrebbe essere sorta la mansio Ad Flexum dell'Itinerario Burdigalense. Nella Galleria delle carte geografiche in Vaticano, la Carta dell'Italia Antiqua colloca Ad Flexum sul fiume Chiese nei pressi di Bedizzole. Il nome Ad Flexum, che in latino significa flessione, indicava una deviazione, un giro che la strada in quel punto doveva compiere per attraversare il Chiese in un punto più accessibile, come dimostrano i resti di un manufatto, ancora oggi visibile nell'alveo del fiume asciutto, a circa 700 metri a settentrione dell'attuale ponte, il quale fu costruito nella prima metà del Settecento sostituendo un precedente in legno.
Pontenove deriverebbe dal latino pons ad nonam, ovvero ponte a nove miglia dalla città, come attesterebbero due cippi ritrovati in zona, sebbene altri contestino tale attribuzione. Dei quattro cippi miliari rinvenuti sul territorio di Bedizzole solamente su uno, dedicato agli imperatori Valentiniano, Valente e Graziano, è incisa la distanza di XXXII miglia, che corrispondeva al tratto tra Verona e Bagatte di Bedizzole, località in cui il miliario è stato rinvenuto. Le distanze venivano calcolate da Verona, perché in quell'epoca il territorio apparteneva alla X regio veneta, come inciso sul cippo (devota Venetia conlocavit).
A Pontenove fu fondata una Pieve la cui esistenza, da recenti ricerche archeologiche, viene attestata a partire dal VI secolo. Questa pieve estendeva la sua giurisdizione su un vasto territorio che comprendeva le attuali parrocchie di Calcinato, Calcinatello, Santo Stefano di Bedizzole, Mocasina, Carzago e Calvagese.
Secondo Attilio Mazza, l'abitato attuale di Bedizzole sorse attorno al castello il quale fu edificato sulle colline a settentrione di Pontenove sia a protezione della strada della Valtenesi sia a difesa delle popolazioni locali dalle invasioni ungariche dei secoli IX e X.
Da un documento del Monastero di S. Pietro in Monte di Serle risulta che nel 1184 Bedizzole era già Comune, oggetto delle mire espansionistiche della vicina Brescia e degli Scaligeri, ai quali il borgo si consegnò nel 1277 per fuggire ai bresciani, autori nello stesso anno della distruzione del castello.
Nel 1426 Bedizzole passò sotto il dominio della Repubblica di San Marco ed entrò a far parte della Magnifica Patria
Nel 1509 all'epoca della Lega di Cambrai promossa dalla Francia contro la repubblica veneta, Bedizzole si oppose allo smantellamento del suo Castello resistendo , con l'appoggio di parte della Riviera di Salò, alle soldatesche di Gastone di Foix che inutilmente la aggredì, forse nell'illusione di replicare la vittoria conseguita con l'assedio di Brescia.
Venezia in premio alla fedeltà dei cittadini di Bedizzole il 17 giugno 1517 riconfermava i privilegi, Bedizzole rimase veneta fino al 1796 quando i francesi ebbero la meglio su Venezia.
Il XVIII secolo, sebbene flagellato dalle continue scorrerie nella zona delle truppe imperiali da un lato e dai francesi dall'altro, entrambi impegnati nella guerra di successione spagnola, rappresentò comunque un periodo di crescita per il paese.
Durante le lotte risorgimentali si distinsero alcuni bedizzolesi tra cui i fratelli Chiodi, Pietro e Battista che caddero sulle barricate delle Dieci giornate di Brescia (1849), e Giuseppe Capuzzi che partecipò alla spedizione dei Mille con Garibaldi..
Durante la prima guerra mondiale cadde il giovane ufficiale degli Alpini Annibale Calini, a cui oggi è intitolata la scuola media del paese, come pure, dal primo dopoguerra, lo storico Liceo Scientifico di Stato del capoluogo di provincia, che ne ospita il busto commemorativo in bronzo.

### Simboli
(D.P.R. 29 ottobre 2012)
Lo stemma della Comunità da quasi cinque secoli rappresenta una corona feudale capovolta sui gigli di Francia in campo rosso di sangue. Ciò in sfregio alla Francia a ricordo della vittoriosa resistenza all'assedio di Gastone de Foix.
Il Comune di Bedizzole il 24 settembre 1929 deliberò di chiedere al Capo dello Stato il riconoscimento del suo stemma storico, la pratica però rimase inevasa. Lo stemma riadattato secondo le disposizioni di legge è stato ufficialmente concesso con D.P.R. 29 ottobre 2012 e riprodotto sul gonfalone comunale che è costituito da un drappo partito di bianco e di giallo.

## Società

### Evoluzione demografica

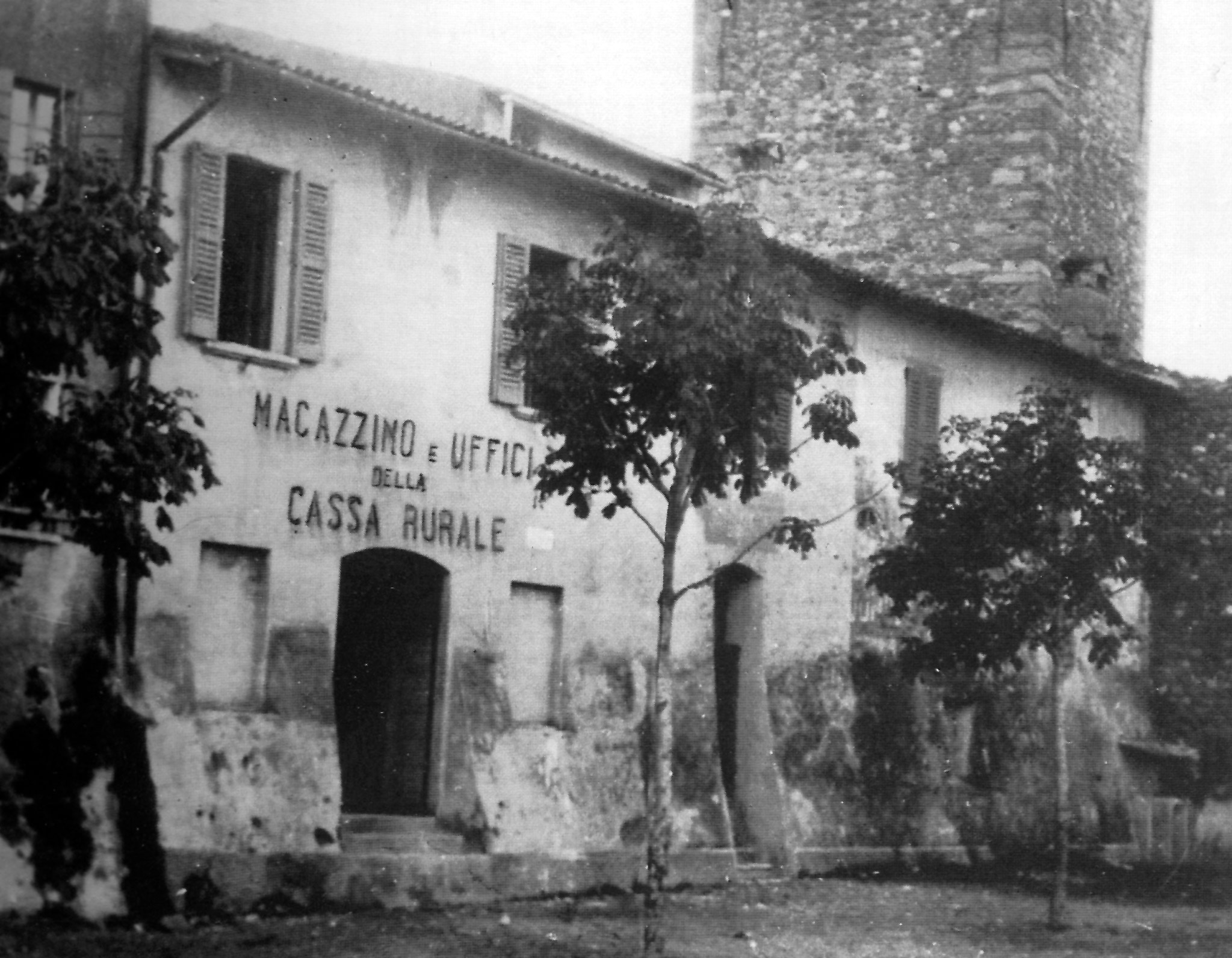
Piazza 25 Aprile - ingresso del Castello

Abitanti censiti

## Geografia antropica

### Frazioni
Bedizzole è frammentato in numerose frazioni. Con l'intensa urbanizzazione degli ultimi decenni molte si sono unite tra loro. Le seguenti sono le più rilevanti:
- Masciaga
- Cantrina
- Cogozzo
- Macesina
- Sedesina
- Monteroseo
- San Rocco
- San Tomaso
- Salago
- Campagnola
- San Vito
- Bussago
- Pontenove

Numerose anche le località di antico o più recente insediamento, con denominazioni storiche (talvolta solo dialettali), che nella maggior parte dei casi si possono considerare vere e proprie sottofrazioni:
- Piazza
- Palazzo
- Ersone
- Monumento
- Mantécol
- Magri
- Puclina
- Borghetto
- Badia
- Pedegàl
- Montebello
- Bagatte
- Fusina
- Borghesio
- Via Larga
- Brombéla
- Cagalùf
- Bettoletto
- Lazzaretto
- Mulì del cà
- Nizzolaro
- Fenilazzo
- Bertàgn
- San Marchino
- Monte Fontana
- Sampiera
- Cà del Béss
- Salaghetto
- Barazzola
- Palude

## Amministrazione
| Periodo        | Periodo        | Primo cittadino  | Partito                        | Carica  | Note   |
| -------------- | -------------- | ---------------- | ------------------------------ | ------- | ------ |
| 24 aprile 1995 | 14 giugno 1999 | Mariella Panni   | lista civica di centro         | Sindaco | [ 31 ] |
| 14 giugno 1999 | 14 giugno 2004 | Roberto Caccaro  | CdL                            | Sindaco |        |
| 14 giugno 2004 | 8 giugno 2009  | Roberto Tagliani | lista civica di centrosinistra | Sindaco |        |
| 8 giugno 2009  | 26 maggio 2014 | Roberto Caccaro  | PdL – UdC                      | Sindaco |        |
| 26 maggio 2014 | in carica      | Giovanni Cottini | lista civica di centrosinistra | Sindaco |        |

## Sport

### Atletica leggera
A Bedizzole l'atletica leggera è presente sul territorio comunale dagli anni ottanta del secolo scorso quando alcuni podisti bedizzolesi, militanti in altri gruppi sportivi, anelavano a formare un gruppo locale. Questo percorso si concretizza nel 1983, nasce così l'Atletica Bedizzole e si cominciano a vedere gli atleti in canotta biancoverde sulle piste bresciane. La società è iscritta alla FIDAL, federazione italiana di atletica leggera, conta circa 100 atleti nelle varie categorie dalle giovanili ai master, e il suo presidente è Mario Barba.

### Calcio
La principale squadra di calcio della città è l'ASD Football Club Bedizzole. 

### Tiro con l'arco
Il tiro con l'arco è presente dal 1997 con l'A.S.D. Arcieri della Leonessa. A livello giovanile i suoi atleti vantano vittorie ai campionati regionali, sia Indoor, sia nel Tiro alla Targa. Nel 2016 un'atleta bedizzolese ha conquistato la medaglia d'oro alla Coppa Italia delle Regioni, la principale gara giovanile Nazionale.